# Jacques Legrand
Jaques Legrand (Rennes, 26 de junio de 1946), lingüista francés. 

## Carrera
Estudió chino (diploma en 1969) y ruso en la École nationale des langues orientales vivantes (actual INALCO) y fue contratado como colaborador del primer embajador francés en Mongolia en 1967-1968; su regreso a Francia coincide con el inicio de los cursos de mongol en la INALCO, obtiene en 1972 su diploma y, desde entonces, se dedica a esa lengua. 
Es profesor de lengua y literatura mongola en el Institut National des Langues et Civilisations Orientales desde 1989. En 2005 fue elegido Presidente de la institución, mandato que renovó en 2009.
Es presidente científico del Instituto Internacional de Estudios de las Civilizaciones Nómadas en Ulán Bator.
Ha colaborado en numerosas obras de investigación y difusión. También se destacó por su colaboración en la película Urga de Nikita Mikhalkov (1991).